# Moda Domani Institute
Moda Domani Institute var en europeisk handelshögskola som verkar i Paris. Skolan grundades år 2014 och var då IONIS Education groups tjugonde skola.
Det är en av de få handelshögskolor i Frankrike specialiserade på lyx, mode och design. Högskolan har ett samarbete med Liverpool John Moores University i Storbritannien.
Skolan stänger i september 2020, ersatt av ISG Luxury Management.